# Milionia rubristrigata
Milionia rubristrigata är en fjärilsart som beskrevs av George Thomas Bethune-Baker. Milionia rubristrigata ingår i släktet Milionia och familjen mätare. Inga underarter finns listade i Catalogue of Life.